# Garganta del Obispo
La garganta del Obispo es un afluente por la derecha del río Tiétar. Tiene una longitud de 35 km. Lo que la convierte en una de las gargantas más largas de Extremadura y de toda la sierra de Gredos.[cita requerida]

## Geografía
Nace en la Fuente de los Helechares a 1 300 m de altitud, en el paraje de las Gargüeras, en la sierra de Tormantos, dentro del municipio de Piornal. En su discurrir atraviesa los municipios de Piornal, Barrado, Gargüera de la Vera y Malpartida de Plasencia y Tejeda del Tiétar. Se une al Tiétar en el paraje conocido como Llano del Roncillo, en la dehesa de Navabuena a 230m sobre el nivel del mar.
Tiene como afluentes: por la izquierda, y casi ya en su desembocadura en el Tiétar, al arroyo de la Mata o Mironcillo, luego le siguen el arroyo del Ratanillo y el arroyo de las Aliserillas; y por la margen derecha, Los Caños, el arroyo de la Gargolezna, el arroyo Bramadero y las gargantas de la Desesperada o Tejeda y la Redonda o de Pasarón.
- Datos: Q5875428
- Multimedia: Garganta del Obispo / Q5875428